# Chotěšice

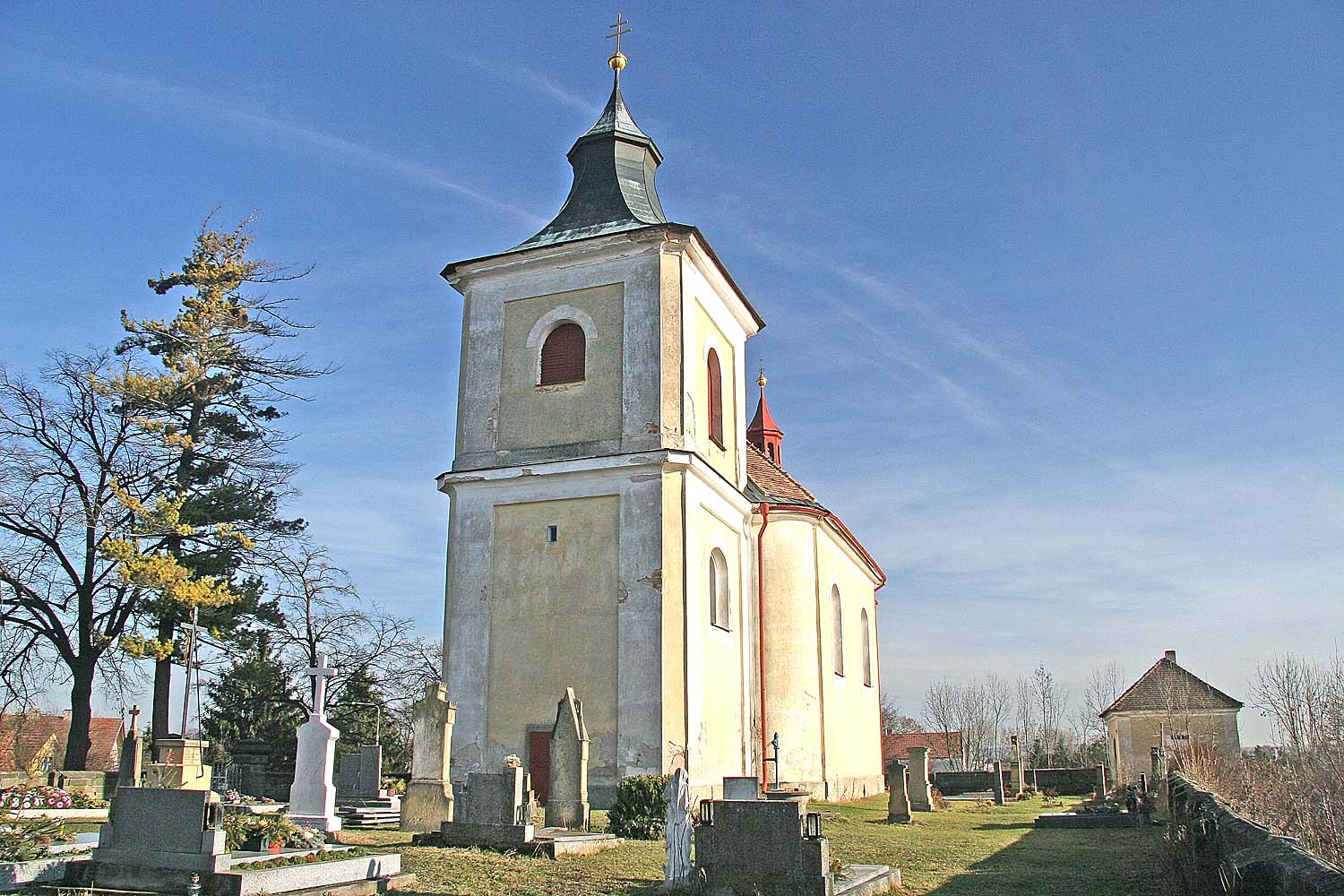
Kirche der Versendung der hl. Apostel

Chotěšice (deutsch Chotieschitz) ist eine Gemeinde in Tschechien. Sie liegt sechs Kilometer südlich von Kopidlno und gehört zum Okres Nymburk.

## Geographie
Chotěšice befindet sich in den südlichen Ausläufern der Jičínská pahorkatina am Bach Smíchovský potok. Westlich des Dorfes verläuft die Staatsstraße 32 in Kolín nach Jičín. Im Westen erstreckt sich ein ausgedehntes Waldgebiet, aus dem sich die Dubina (224 m) erhebt. Südwestlich befindet sich der Stauweiher Vražda.
Nachbarorte sind Budčeves und Běchárky im Norden, Židovice und Chroustov im Nordosten, Nová Ves im Osten, Kněžice im Südosten, Malá Strana im Süden, Slavíkov und Nouzov im Südwesten, Malý Nouzov und Nové Zámky im Westen sowie Břístev und Nečas im Nordwesten.

## Geschichte
Die erste urkundliche Erwähnung von Chotěšice erfolgte im Jahre 1199 als Ottokar I. Přemysl den Brüdern vom Gottesgrab das aus einer Schenkung des Hugo von Čelčice erlangte Dorf bestätigte. 1375 verpachteten die Brüder das Dorf an Albrecht von Waldstein. Ab 1408 war Zdeněk von Chotěšice Besitzer des Dorfes. Dieser verkaufte die Güter zwei Jahre später an Aldik von Radostov. Chotěšice gehörte ab dem 16. Jahrhundert zu den böhmischen Rittergütern und oberhalb des Gutes bestand eine Feste.
1527 verkaufte Ladislav Ostrovecký von Kralovice das ihm als Erbe zugefallene Dorf an Wenzel Haugwitz von Biskupitz auf Kopidlno und Záhornice. Dessen Sohn Heinrich Haugwitz von Biskupitz auf Nepokojnice verkaufte Chotěšice an Siegmund Engel von Ronov. Dessen jüngste Tochter Katharina war mit Johann dem Jüngeren von Waldstein verheiratet und brachte das Erbe als Mitgift ein. Heník von Waldstein verkaufte das Dorf 1617 an Nikol von Gersdorff und Malschwitz. Dieser vermachte die Güter zwei Jahre später seiner Frau den fünf Söhnen. Nach der Schlacht am Weißen Berg wurden die Besitzungen der protestantischen Gerdorffer konfisziert und Chotěšice zunächst den königlichen Kammergütern zugeschlagen. Auf Empfehlung Karls von Liechtenstein wurde Chotěšice zusammen mit Smiřice 1621 an Johann Eusebius Khan von Belazy verpfändet. Im Jahre darauf verkaufte die Kammer das Dorf an Maria Magdalena Trčková, geborene Lobkowicz. Diese tauschte das Dorf zusammen mit Kopidlno noch im selben Jahre mit dem Besitzer der Herrschaft Dymokury, Albrecht von Waldstein gegen Žiželice, Sadová und Rozběřice ein. Bis zur Aufhebung der Patrimonialherrschaften verblieb Chotěšice bei Dymokury.
1854 entstand eine Dorfschule. 1882 wurde die Freiwillige Feuerwehr gegründet. Nach der Ablösung der Patrimonialherrschaften wurde Chotěšice zur selbstständigen Gemeinde im Bezirk Poděbrady und kam 1961 zum Okres Nymburk. Ebenfalls mit Beginn des Jahres 1961 wurden Břístev, Malá Strana und Nová Ves eingemeindet. 1980 erfolgte die Eingemeindung von Nouzov mit Malý Nouzov.

## Gemeindegliederung
Die Gemeinde Chotěšice besteht aus den Ortsteilen Břístev (Bristew), Chotěšice (Chotieschitz), Malá Strana (Kleinseite), Nouzov (Nausow) und Nová Ves (Neudorf). sowie den Ortslagen Malý Nouzov (Klein Nausow) und Slavíkov (Slawikow).

## Sehenswürdigkeiten
- Kirche der Versendung der hl. Apostel